# Wein, Weib und Gesang

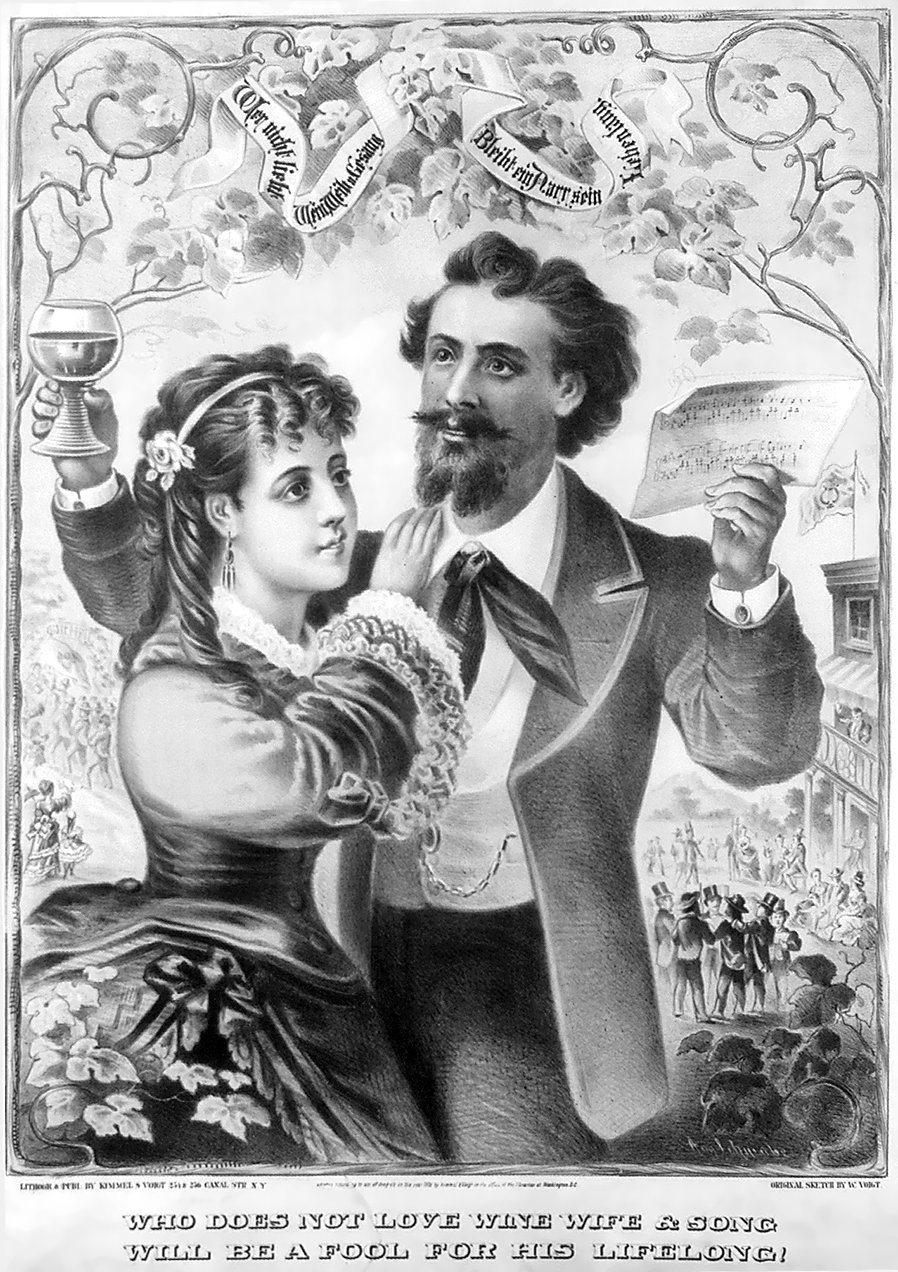
„Who does not love wine, wife and song, / Will be a fool for his lifelong“ (englische Darstellung; der deutsche Text findet sich in den Wolken wieder)

„Wein, Weib und Gesang“ ist ein Motto, das als rhetorische Figur eine Drillingsformel verwendet. Es wird üblicherweise verstanden als zufammenfassende Beschreibung dessen, was das irdische Dasein verschönert. Mitunter wird mit dem Motto auch ein bestimmter – oberflächer oder hedonistischer – Lebensstil konnotiert.

## Verwendung
Martin Luther wird der Vers „Wer nicht liebt Wein, Weib, Gesang, der bleibt ein Narr sein Leben lang“ zugeschrieben, allerdings ist er nicht in seinen überlieferten Schriften enthalten. Er wird erst 1775 zum ersten Mal nachweislich erwähnt und in der Folgezeit dann häufig Luther zugeschrieben. Einige Autoren vermuten, dass er stattdessen Johann Heinrich Voss (1751–1826) zuzuschreiben ist. Die Trias 

Eine Vorform dieses Verses findet sich bereits 1697 in Johan Kristof Lorbers Werk Verteidigung der edlen Musik wieder einen angemaßten Musik-Verächter: 
Wer da veracht’t der Musik-Gesang
Der bleibt ein Narr sein Lebenlang.
Der Dichter und Freiheitskämpfer Theodor Körner (1791–1813) besingt 1809 in seinem Gedicht Die drei Sterne den Dreiklang von Lied, Liebe und Wein als diejenigen Faktoren, die das insgesamt eigentlich traurige (dunkle) Leben trotz allem lebenswert machen; Körners Gedicht wurde verschiedentlich vertont; u. a. wurde ihm eine Melodie von Carl Maria von Weber (1786–1826) unterlegt (wobei deren ursprünglicher Text „Es blinken so lustig die Sterne“ dem Körnerschen inhaltlich sehr nahekommt). Die erste Strophe lautet bei Körner: 
Es blinken drei freundliche Sterne 
Ins Dunkel des Lebens herein;
Die Sterne, die funkeln so traulich,  
Sie heißen: Lied, Liebe und Wein.
Die Wendung „Wein, Weib und Gesang“ findet sich verklausuliert ebenfalls wieder in den ersten und letzten Zeilen der zweiten Strophe des Deutschlandliedes (1841):
Deutsche Frauen, deutsche Treue,
Deutscher Wein und deutscher Sang
Sollen in der Welt behalten
Ihren alten schönen Klang,
Uns zu edler Tat begeistern
Unser ganzes Leben lang:
Deutsche Frauen, deutsche Treue,
Deutscher Wein und deutscher Sang
Es gibt einen Walzer Wein, Weib und Gesang von Johann Strauss (1869), der ursprünglich als ein Stück für Männerchor gedacht war. In dessen Text (von Josef Weyl) wird die (angebliche) Luther-Formulierung wörtlich zitiert.
Der Dramatiker Carl Zuckmayer entwarf in seinem Theaterstück Der fröhliche Weinberg (1925) ein im Sinne des Verses einschlägiges Bild rheinisch-volkstümlicher Lebensfreude (siehe Rheinromantik).
Eine moderne Version lieferte Ian Dury mit seinem Lied Sex and Drugs and Rock and Roll (1977). Das erste Album der Folkband Die Streuner heißt Wein, Weib und Gesang (1998).

## Andere Sprachen
Entsprechungen gibt es auch in anderen Sprachen:
- Bengali/Hindi/Sanskrit: „Sur, Sura, Sundari“ (Musik, Wein und Frau)
- englisch: „Wine, women/wife and song“ (einschließlich einer gereimten Übertragung des angeblichen Luther-Spruchs: „Who does not love wine, wife and song, / Will be a fool for his life long.“)
- dänisch: „Vin, kvinder og sang“
- französisch: „Aimer, boire et chanter“
- lateinisch: „Venus, vina, musica“
- niederländisch: „Wijn, wijf en gezang“
- polnisch: „Wino, kobiety i śpiew“
- schwedisch: „Vin, kvinnor och sång“
- spanisch: „Vino, mujeres y canciones“
- tschechisch: „Víno, ženy, zpěv“
- türkisch: „At, Avrat, Silah“ (Pferd, Frau, Waffe)
- Urdu: „Kabab, Sharab aur Shabab“ (Fleisch, Wein und Frauen/Schönheit)
- Portugiesisch: „Putas, música e vinho verde“ (Huren, Musik und grüner Wein)